# パリ20区、僕たちのクラス
『パリ20区、僕たちのクラス』（パリにじっくぼくたちのクラス、Entre les murs）は、2008年のフランスのドラマ映画。フランソワ・ベゴドーが実体験に基づいて2006年に発表した小説『教室へ』（早川書房）を、ローラン・カンテ監督が映画化し、ベゴドーも脚本及び主演を務めている。第61回カンヌ国際映画祭で最高賞パルム・ドールを受賞。原題の「Entre les murs」は「壁の内側」の意味。

## ストーリー
パリの下町の中学校のあるクラスには、出身国の異なる24名の生徒が通っていた。そこへ国語（フランス語）教師のフランソワが教壇に立ち、問題児だらけの生徒たちと向き合ってゆく。

## キャスト
- フランソワ・マラン: フランソワ・ベゴドー
- 24人の生徒 - 全員演技経験のなかった本物の中学生である。ただし、監督は生徒たちと週1回、7ヶ月にわたるワークショップを行っており、ドキュメンタリーではない。

## 作品の評価

### 映画批評家によるレビュー
Rotten Tomatoesによれば、批評家の一致した見解は「エネルギッシュで明るいこの作品は、ドキュメンタリースタイルとドラマチックなプロットのハイブリッドで、都心近接地域（スラム地区）の高校の教師と生徒たちの交流を通して、フランスの現在と未来を見つめている。」であり、161件の評論のうち高評価は95%にあたる153件で、平均点は10点満点中8.1点となっている。
Metacriticによれば、31件の評論のうち、高評価は30件、賛否混在は1件、低評価はなく、平均点は100点満点中92点となっている。
アロシネによれば、フランスの28のメディアによる評価の平均点は5点満点中4.5点である。

### 受賞歴
| 受賞・ノミネート                       | 受賞・ノミネート | 受賞・ノミネート                                                         | 受賞・ノミネート |
| 賞                                     | 部門             | 対象                                                                     | 結果             |
| -------------------------------------- | ---------------- | ------------------------------------------------------------------------ | ---------------- |
| 第81回アカデミー賞                     | 外国語映画賞     | 外国語映画賞                                                             | ノミネート       |
| 第61回カンヌ国際映画祭                 | パルム・ドール   | ローラン・カンテ                                                         | 受賞             |
| 第13回サテライト賞                     | 外国語映画賞     | 外国語映画賞                                                             | ノミネート       |
| 第21回ヨーロッパ映画賞                 | 作品賞           | 作品賞                                                                   | ノミネート       |
| 第21回ヨーロッパ映画賞                 | 監督賞           | ローラン・カンテ                                                         | ノミネート       |
| 第24回インディペンデント・スピリット賞 | 外国映画賞       | ローラン・カンテ                                                         | 受賞             |
| 第34回セザール賞                       | 作品賞           | 作品賞                                                                   | ノミネート       |
| 第34回セザール賞                       | 監督賞           | ローラン・カンテ                                                         | ノミネート       |
| 第34回セザール賞                       | 脚色賞           | ローラン・カンテ フランソワ・ベゴドー ロバン・カンピヨ                   | 受賞             |
| 第34回セザール賞                       | 音響賞           | アニエス・ラヴェズ オリヴィエ・モーヴィザン ジャン＝ピエール・ラフォース | ノミネート       |
| 第34回セザール賞                       | 編集賞           | ロバン・カンピヨ ステファニー・レジェ                                    | ノミネート       |